# Shirley Frimpong-Manso
Pour les articles homonymes, voir Frimpong et Manso (homonymie).
Shirley Frimpong-Manso, est une réalisatrice, scénariste et productrice du cinéma ghanéen. Elle est également la fondatrice et PDG de Sparrow Productions, une société cinématographique, télévisuelle et de production publicitaire. Elle gagne le prix de la meilleure réalisatrice aux Africa Movie Academy Awards en 2010. Shirley est également directrice de la chaîne Sparrow, un service de streaming vidéo de divertissement africain. En 2013, elle est classée 48e parmi les personnes les plus influentes du Ghana selon E.tv Ghana (en).

## Filmographie
La filmographie de Shirley Frimpong-Manso, comprend les films suivants  : 
| Film                        | Année     | Type          |
| --------------------------- | --------- | ------------- |
| Life and Living it          | 2009      | Film          |
| Scorned                     | 2009      | Film          |
| The Perfect Picture         | 2009      | Film          |
| A Sting in a Tale (en)      | 2009      | Film          |
| Checkmate                   | 2010      | Film          |
| Six Hours to Christmas      | 2010      | Film          |
| Peep                        | 2011      | Série télé    |
| Contract (en)               | 2012      | Film          |
| Adams Apples (en)           | 2011-2013 | Série télé    |
| Potomanto (en)              | 2013      | Film          |
| Big for Nothing             | 2013      | Court métrage |
| Stranger in my Bed          | 2013      | Court métrage |
| Tenant                      | 2013      | Série télé    |
| Devil in the Detail         | 2014      | Film          |
| Love or Something Like That | 2014      | Film          |
| V-Republic                  | 2014      | Série télé    |
| Grey Dawn (en)              | 2015      | Film          |
| Rebecca                     | 2016      | Film          |

## Source de la traduction
- (en) Cet article est partiellement ou en totalité issu de l’article de Wikipédia en anglais intitulé « Shirley Frimpong-Manso » (voir la liste des auteurs).